# Melanoplus complanatipes
Melanoplus complanatipes is een rechtvleugelig insect uit de familie veldsprinkhanen (Acrididae). De wetenschappelijke naam van deze soort is voor het eerst geldig gepubliceerd in 1897 door Samuel Hubbard Scudder.